# DB Schenker Rail Zabrze

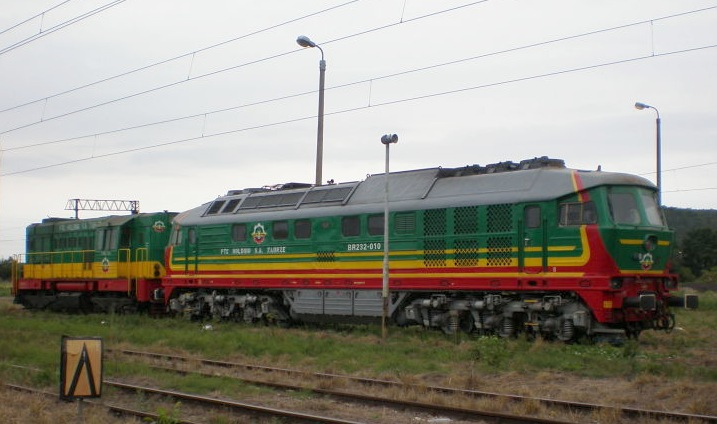
Lokomotywy BR232 i T448p w malowaniu PTK Holding

DB Schenker Rail Zabrze S.A. (pierwotnie PTK Holding) – przedsiębiorstwo transportu kolejowego utworzone na początku 2007 roku z połączenia dwóch spółek: PTKiGK Zabrze i KP Kuźnica Warężyńska. W latach 2007–2011 był to jeden z największych prywatnych przewoźników kolejowych w Polsce. Siedziba spółki mieściła się w Zabrzu. W 2011 roku połączone z DB Cargo Polska.

## Historia
Spółka DB Schenker Rail Zabrze powstała 2 stycznia 2007 roku jako Przedsiębiorstwo Transportu Kolejowego Holding SA (PTK Holding). W chwili powołania głównym udziałowcem w PTK Holding była spółka Trawipol, do której należało również górnośląskie przedsiębiorstwo transportowe PTKiGK Rybnik.
Po utworzeniu PTK Holding spółka Trawipol ogłosiła chęć zbycia swoich udziałów. W niecałe pół roku kontrolę nad przedsiębiorstwem poprzez wykup akcji przejął niemiecki koncern branży chemicznej PCC SE. Od tego czasu rozpoczęto integrację PTK Holding z polskim przewoźnikiem kolejowym PCC Rail i holdingiem PCC Logistics.
W 2009 roku spółka PTK Holding wraz z grupą PCC Logistics została kupiona przez niemiecki koncern transportowy DB Schenker, będący częścią grupy kapitałowej Deutsche Bahn, a odpowiedzialny w niej za dział przewozów towarowych. W 2010 roku zmieniono nazwę firmy na DB Schenker Rail Zabrze. W 2011 roku w ramach konsolidacji spółek przedsiębiorstwo DB Schenker Rail Zabrze zostało połączone z DB Cargo Polska.

## Charakterystyka
Spółka DB Schenker Rail Zabrze zatrudniała około 1300 osób. Podstawowym zakresem działalności firmy były przewozy kolejowe ładunków w kraju i za granicą. W ramach usług przewozowych firma zajmowała się również spedycją i logistyką. Posiadała terminal kontenerowy w Gliwicach, a także była współwłaścicielką portu w Świnoujściu.
Firma dysponowała własnym zapleczem naprawczym taboru kolejowego w postaci trzech zakładów zlokalizowanych w: Pyskowicach, Rudzie Śląskiej i Dąbrowie Górniczej. Tabor kolejowy DB Schenker Rail Zabrze stanowiło około 100 lokomotyw spalinowych i elektrycznych oraz ponad 2500 wagonów.
PTK Holding posiadała m.in. 5 lokomotyw spalinowych serii BR232 (numery: 06, 08, 10, 11, 12).